# عمارت خان (اصفهان)

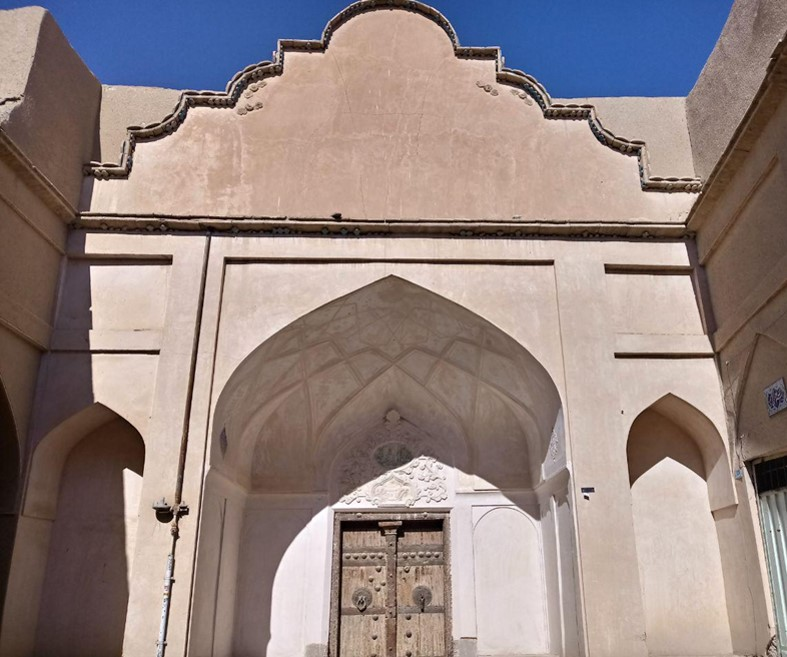
سردر خانه خان خوراسگان در مجموعه خان

عمارت خان در واقع ساختمانی است که در خانه تاریخی خان خوراسگان قرار دارد. این ساختمان با تغییرات کنونی، بین خانه‌های آرایی، سید رسول حسینی و صدری قرار دارد. خانه خان خوراسگان در بافتی تاریخی و ثبت میراث فرهنگی در منطقه پانزده شهر اصفهان یا منطقه خوراسگان است و در برخی منابع به اشتباه به کل این بافت تاریخی عنوان «عمارت خان» اطلاق می‌شود.
مجموعه خانه خان خوراسگان اصفهان، بافتی تاریخی در محله میان یا وُسطی در خوراسگان است که محل زندگی کدخدایان خوراسگان و وابستگان آنان بوده است که هم اکنون بیش از ۱۰ خانه تاریخی باقی مانده است. نام این خانه‌ها در اسناد میراثی و منابع پژوهشی به شرح زیر است: 
خانه آرایی، خانه سید رسول حسینی، خانه عطایی و ربی، خانه صدری، خانه سید حسن حسینی، خانه نادری، خانه فتاحی، خانه سعیدیان، خانه کمالی، خانه قضاوی، خانه اعتباریان.

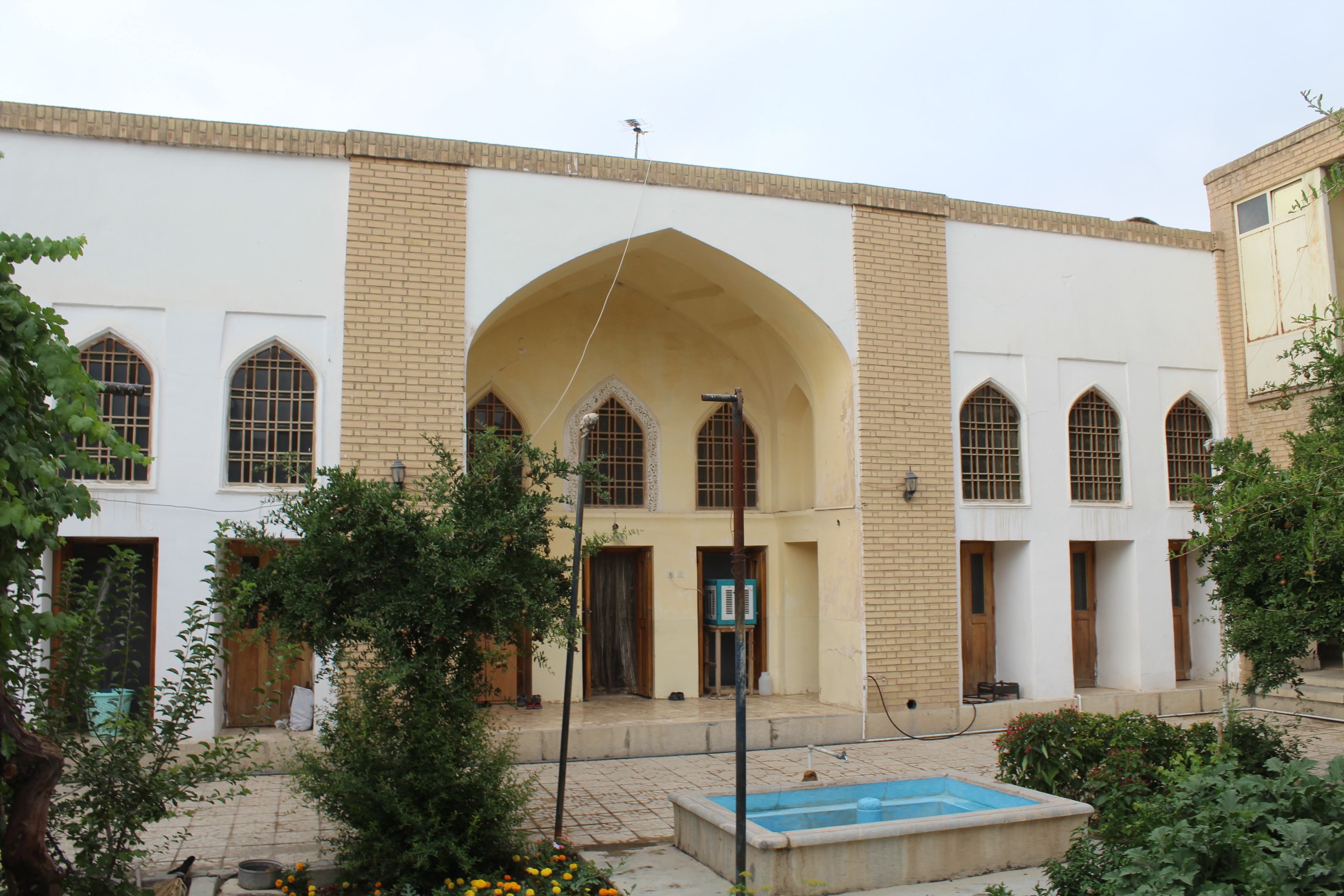
خانه تاریخی سعیدیان در مجموعه خان

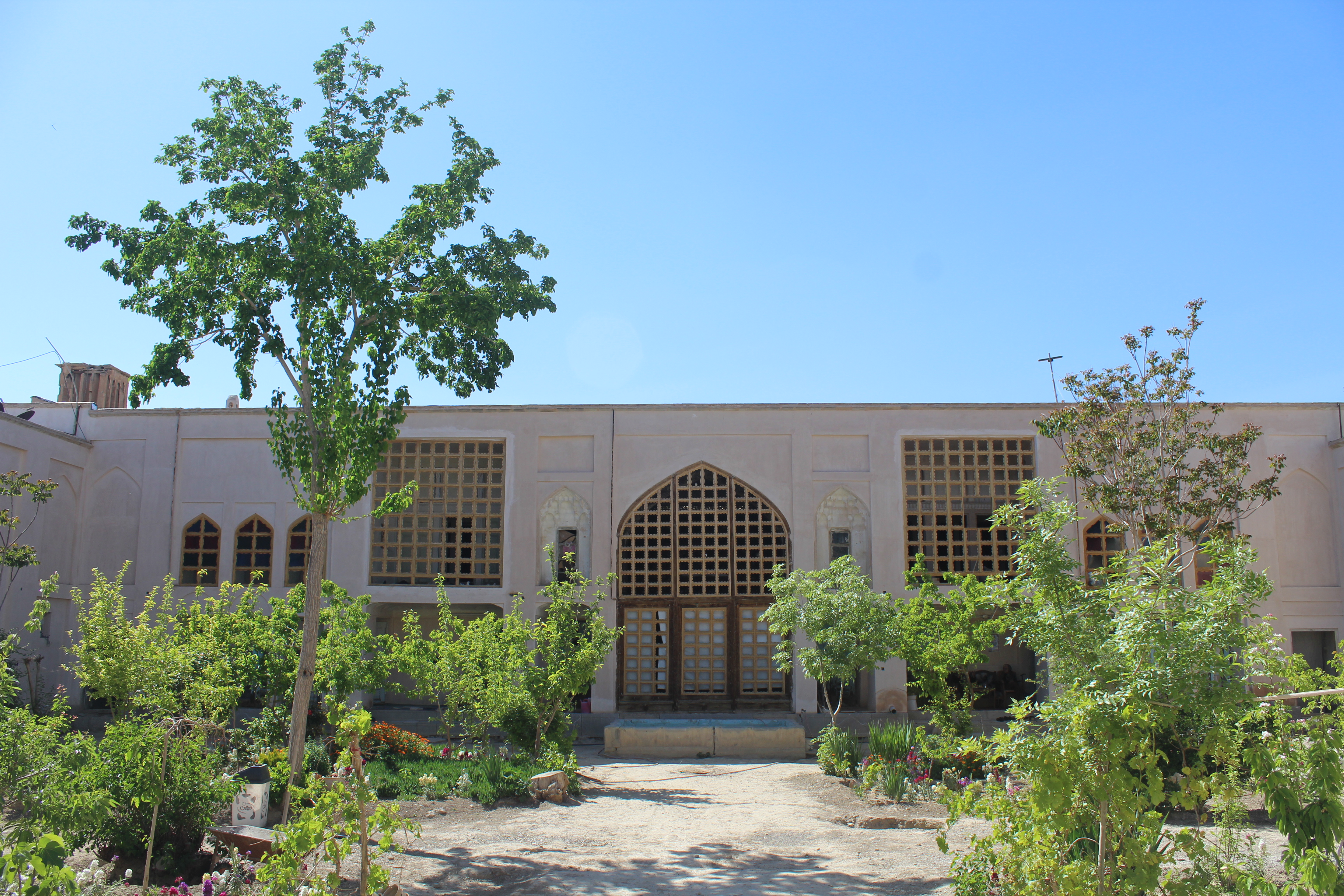
نمای خانه سید رسول حسینی در مجموعه خان خوراسگان

این خانه‌ها دارای بخش‌های زیادی از اندرونی، عمارت، ارسی دو رو، ارسی گل، ارسی نقش، اناق پنج دری، باغ، برج‌های دیده‌بانی، سردر و بخش‌های متعدد دیگری است.
تصویر نقاشی دو تن از کدخدایان خوراسگان با نام‌های ارباب محمدکریم و محمدعلی خان امین‌الرعایا بر دیوار اتاق پنج‌دری خانه سید رسول حسینی نقش بسته است که به اشتباه در برخی منابع با نام نقاشی باقرخان خوراسگانی عنوان شده است.
بر اساس پژوهش‌های صورت گرفته، قدمت خانه خان به اوایل دوره قاجار باز می‌گردد. اما بخش‌های از جمله خانه تاریخی فتاحی و خانه تاریخی سعیدیان و خانه تاریخی اعتباریان، احتمالاً به دوران صفویه و قاجار باز می‌گردد.

## موقعیت بنا در بستر شهر اصفهان

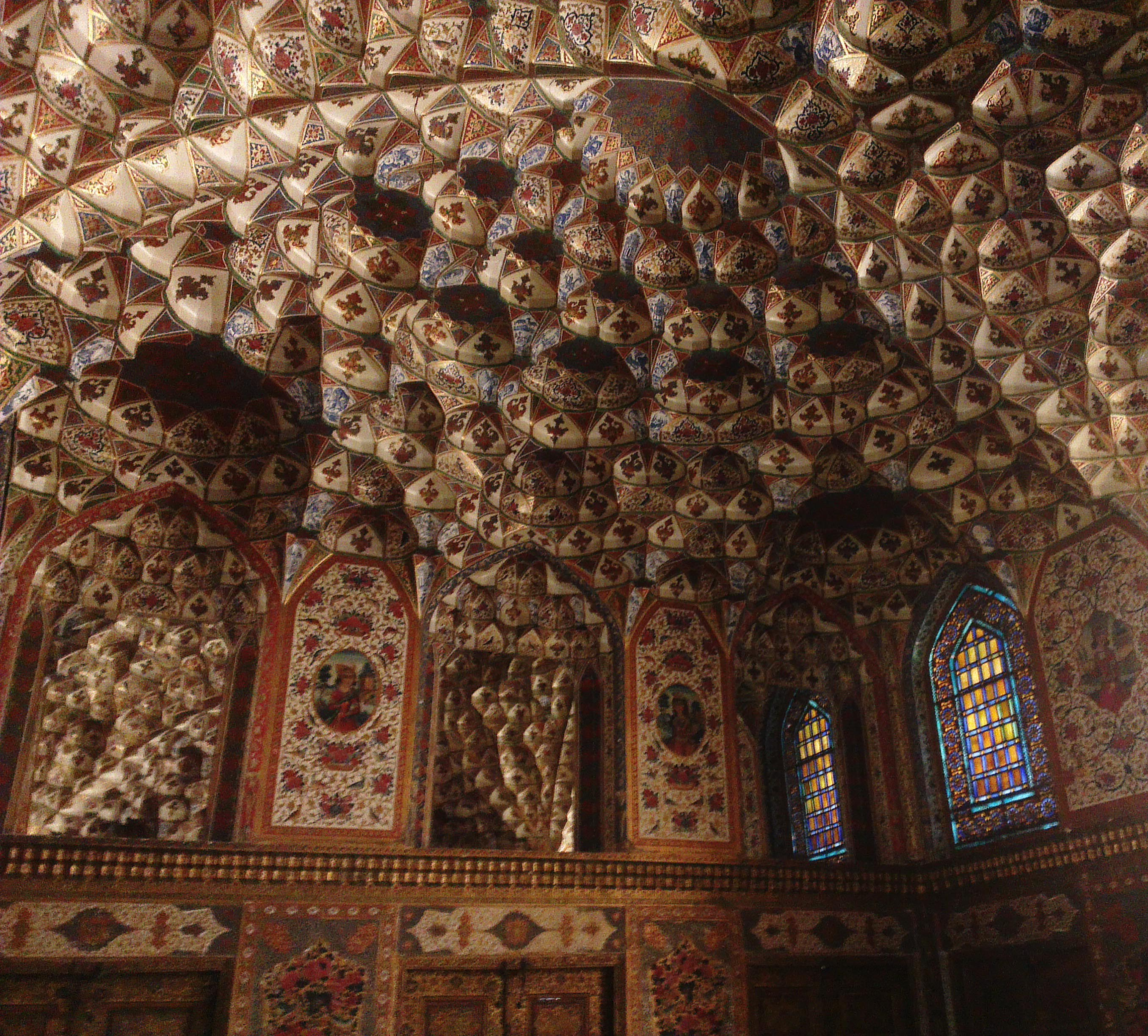
اتاق معروف به «ارسی گل» در بخش عمارت خانه تاریخی آرایی، یکی از خانه‌های خان خوراسگان

خوراسگان یکی ازمناطق شهر اصفهان است. این منطقه در بخش مرکزی شهرستان اصفهان قرار دارد.
از محله‌های این منطقه می‌توان به «محلهٔ بالا یا علیا»، «محلهٔ سفلی»، «محلهٔ مسجد علی»، «محلهٔ ارداجی»، «محله ستار»، «محلهٔ پزوه»، «خیادان»، «کنگاز»، «ابهر»، «بوزان»، «سمسور»، «ارغوانیه» «نارون»، «قصر» اشاره کرد.

## مشخصات بنا
عمارت خان بنائی است شامل چند باب خانه به هم پیوسته که شامل فضاهای بیرونی و اندرونی می‌باشد، ورودی خانه دارای یک هشتی با کاربندی ساده می‌باشد. بنا دارای فضاهای بسیاری از جمله حویج خانه (محل نگهداری حبوبات)، اسطبل، باغ، گاورو و فضاهایی با معماری با ارزش از جمله شاه‌نشین و آئینه خانه هست.